# Big walls
Big walls är stora bergväggar, kallas också storväggar. Klassningen bygger på två kriterier: tid det tar att klättra väggen och hur hög och brant väggen är.
För att en vägg ska klassas som big wall ska den ta det genomsnittliga replaget (två klättrare) två dagar eller mer att klättra. På den mest klassiska av alla big walls, El Capitan, tar de mest populära lederna i genomsnitt fyra-fem dagar.
En big wall är i snitt omkring en kilometer hög, vissa få upp mot en och en halv kilometer och den största, Great Trango Tower, upp mot två. De är väldigt branta, och ger ett oerhört massivt och obestigbart intryck. 
Ofta innehåller en big wall stora delar aidklättring.  

## Speciell utrustning
Klättrare måste hissa med sig mat och vatten hela vägen. Detta gör att packningarna blir väldigt tunga, 80 kg är inte ovanligt. Hissblock och hissäckar, speciellt utformade för den här typen av klättring, är normen. .  
Tiden det tar gör också att man måste övernatta på väggen. Hyllor är att föredra, men där det inte finns används en portaledge, ett slags tält som är konstruerat att slås upp på en vertikal vägg.